# NGC 6037
NGC 6037 é uma galáxia espiral (Sab) localizada na direcção da constelação de Serpens. Possui uma declinação de +03° 48' 56" e uma ascensão recta de 16 horas, 04 minutos e 29,8 segundos.
A galáxia NGC 6037 foi descoberta em 23 de Julho de 1864 por Albert Marth.